# Ballady i piosenki
Ballady i piosenki - piąty album studyjny Sławy Przybylskiej wydany 21 lutego 1964 roku przez Pronit. Płyta zawierała nagrania artystki dokonane w studio Polskich Nagrań w Warszawie. Album pierwotnie ukazał się w formie 10-calowej płyty gramofonowej i jest dostępny w serwisach oferujących digital download.

## Lista utworów
Strona a:
1. Okularnicy (Jarosław Abramow - Agnieszka Osiecka)
2. To wszystko z nudów (Lucjan Marian Kaszycki - Agnieszka Osiecka)
3. Murka (trad - Agnieszka Osiecka)
4. Kochankowie z ulicy Kamiennej (Wojciech Solarz - Agnieszka Osiecka)

Strona b:
1. Siedzieliśmy na dachu (trad - Agnieszka Osiecka)
2. Widzisz mała (Jarosław Abramow - Agnieszka Osiecka)
3. Jestem brzydka (trad - Ola Obarska)
4. Gałązka czeremchy (Adam Markiewicz - Aleksander Rymkiewicz)

## Charakterystyka albumu
Album Ballady i piosenki zawiera nagrana Sławy Przybylskiej dokonane w studio Polskich Nagrań w Warszawie zarejestrowane przy akompaniamencie Zespołu Instrumentalnego Wiktora Kolankowskiego. Album ukazał się 21 lutego 1964 roku w formie 10-calowej płyty gramofonowej, natomiast w 2020 roku został wydany w formie digital download. Stanowi pierwszą z trzech części płyt artystki z serii Ballady i piosenki. Jest ostatnim albumem studyjnym z repertuarem rozrywkowym wydanym w Polsce w formacie 10-calowej płyty gramofonowej.

## Muzycy
- Sława Przybylska - śpiew
- Zespół Instrumentalny Wiktora Kolankowskiego - akompaniament

## Okładka
Do albumu dołączona była dedykowana okładka, co było w tamtym czasie rzadkością.